# Lehmhof
Lehmhof ist eine Einöde und Ortsteil der Gemeinde Wiesent im Oberpfälzer Landkreis Regensburg in Ostbayern.

## Geographie und Verkehrsanbindung
Der Ort liegt nordöstlich des Kernortes Wiesent. Unweit südlich verläuft die Staatsstraße St 2125. Die nächstgelegene Stadt ist Wörth an der Donau, etwa fünf Kilometer östlich entfernt.

## Sehenswürdigkeiten
In der Liste der Baudenkmäler in Wiesent ist für Lehmhof ein Baudenkmal aufgeführt:
Die aus der Zeit um 1880 stammende Hofkapelle 14 Nothelfer (Lehmhof 1) ist ein neugotischer giebelständiger Satteldachbau mit eingezogener Apsis und Giebelfront mit Putzgliederungen.